# Nick Harradence
Nick Harradence is een Brits slagwerker.
Zijn eerste bekende wapenfeit is het album Take Aways van NW10, een new waveband uit Aylesbury in 1979. Hij is vervolgens onzichtbaar, totdat Shadowland hun eerste muziekalbum uitbrengt (1992).
Vervolgens speelde hij in een band met Peter Gee en ging toen samen met Karl Groom naar het wat metalachtiger Threshold. Na hun eerste album vertrok hij om vervolgens pas weer boven water te komen als Shadowland in 2008/2009 een reünietournee houdt.

## Discografie
- NW10: Take Aways
- Shadowland: Ring of Roses
- Shadowland: Through the Looking Glass
- Shadowland: Dreams of the Ferryman
- Mercy Train: Presence (1994) met Peter Gee
- Shadowland: Mad as a Hatter
- Threshold: Psychedelicatessen
- Threshold: The Ravages of time